# Palazzo della Milizia

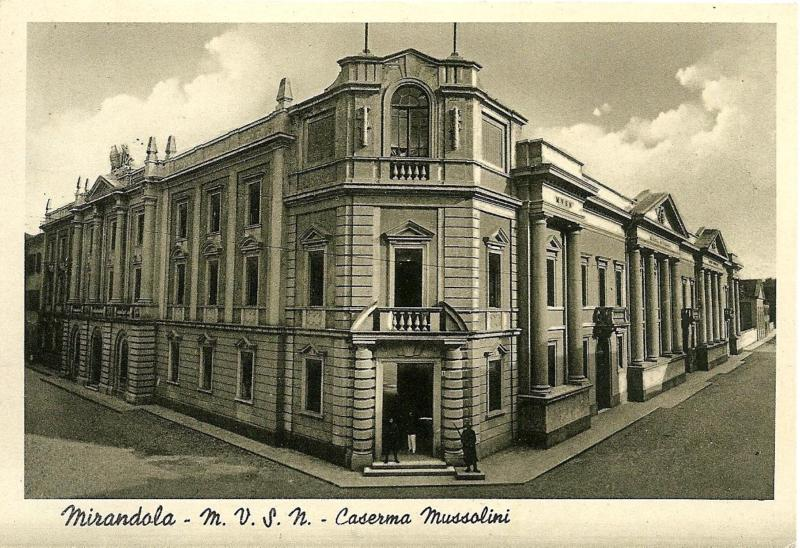
Die Caserma Mussolini in den 1930er-Jahren

Der Palazzo della Milizia, auch Caserma Mussolini, ist ein Palast aus den 1930er-Jahren im historischen Zentrum von Mirandola in der italienischen Region Emilia-Romagna. Er liegt an der Piazza della Conciliazione.

## Geschichte

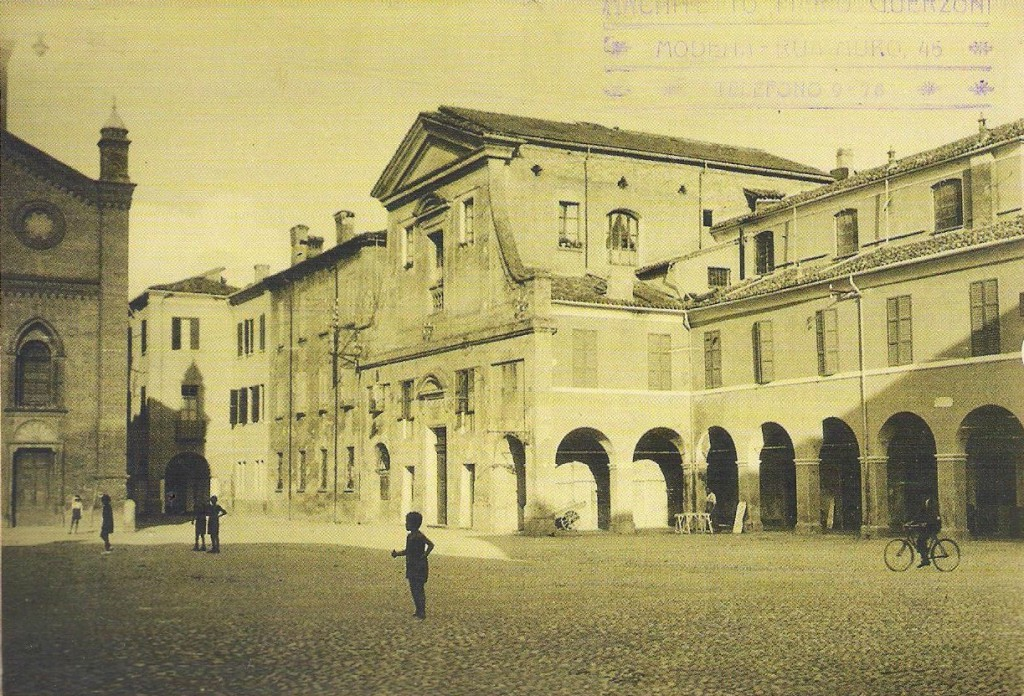
Die entweihte Bettlerkirche (ehemals Kirche ‚‘Santa Maria Bianca‘‘), abgerissen 1929.

Die imposante Kaserne wurde vom Architekten Mario Guerzoni (1884–1956) projektiert und an der Stelle aufgebaut, an der die ehemalige Kirche Santa Maria dei Battuti und das Kloster der Bettelschwestern (abgerissen 1929–1939) stand, die von 1432 bis 1764 das Krankenhaus Santa Maria Bianca betrieben, das später an ehemalige Jesuitenkolleg von Mirandola verlegt wurde, wo es bis zum 11. Oktober 1908 blieb.
In der Caserma Mussolini, die 1931 eingeweiht wurde, war die Schule für physische Erziehung der Milizia Voluntaria per la Sicurezza Nazionale (MVSN) zur prämilitärischen und sportlichen Ausbildung untergebracht. An der Schule wurden etwa 2000 Instruktoren im Jahr ausgebildet, wobei 1934 mit fast 5000 Absolventen der Höhepunkt erreicht wurde.
In Mirandola war auch der Sitz der 73. Angriffslegion der Schwarzhemden „Matteo Boiardo“, Teil der VII. Zona Emilia: In Mirandola befand sich die 1. Kohorte (in der Kaserne in der Via Fulvia, später Kommissariat der Staatspolizei), während die 2. Kohorte in Carpi und die 3. Kohorte in Finale Emilia stationiert waren.

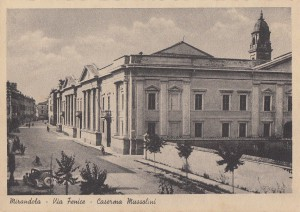
Die Caserma Mussolini von der Via Fenice aus (heute Via Giovanni Pico)

1947 verkaufte die staatliche Liegenschaftsverwaltung ein Kompendium der ehemaligen Kaserne, bestehend aus einer alten, halb zerstörten Gymnastikhalle, einem alten Schuppen und einem Innenhof, an die Pfarrgemeinde in Mirandola, damit diese daraus ein gemeindliches Oratorium mache. Die Entscheidung der Kirchengemeinde, aus der ehemaligen Gymnastikhalle ein Kino zu machen, rief zahlreiche Kontroversen von Seiten der damaligen Mitglieder der kommunistischen Partei hervor, darunter des ehrenwerten Oreste Gelmini, der sich um einen Parlamentssitz bewarb.
Vom Ende des Krieges bis 2012 waren in der Kaserne die Guardia di Finanza, das Kommissariat der Verkehrspolizei und die Polizia Municipale untergebracht. Weitere Räumlichkeiten dienten in der Vergangenheit einem Supermarkt der Coop Modena (später verlegt an den Viale della Libertà und heute an der Via Gregorio Agnini), der Agenzia delle Entrate, dem Istituto Nazionale della Previdenza Sociale (INPS), der städtischen Musikschule, der städtischen Selbstbedienungs-Mensa, einem kleinen Theater und weiteren öffentlichen Büros. Auf der Seite der Piazza della Conciliazione gab es bis 2012 ein Postamt (heute verlegt in die Nähe des Krankenhauses).
Nach Jahren der Vernachlässigung wurde der Ostflügel an der Via Don Minzoni an der Ecke zur Via Roma Anfang der 2000er-Jahre als neuer Sitz der Polizia Municipale und Sozialwohnungen umgebaut.
Im Dezember 2016 wurde eine Vereinbarung zwischen der Präfektur Modena und der Stadtverwaltung unterschrieben, in der die Erhaltung des Gebäudes zum Umbau in den Sitz der Carabinieri, der Agenzia delle Entrate, des INPS und weiterer öffentlicher Ämter festgelegt wurde.